# Šípský potok
Šípský potok je malý vodní tok na rozhraní Rakovnické a Plaské pahorkatiny v okrese Rakovník. Je dlouhý 9,5 km, plocha jeho povodí měří 33,4 km² a průměrný průtok v ústí je 0,1 m³/s.
Potok pramení v Rakovnické pahorkatině v nadmořské výšce okolo 540 m n. m. severozápadně od vesnice Křekovice. Od pramene teče na východ a po necelých 500 m vtéká poprvé do Plaské pahorkatiny. V úseku dlouhém asi 1,5 km teče po hranici obou pahorkatin a severně od Všesulova definitivně opouští Rakovnickou pahorkatinu. Protéká Všesulovem, ve kterém napájí rybník, a na pravém břehu míjí Šípský Mlýn. Pod ostrohem se zříceninou hradu Krakovec zleva přijímá Krakovský potok a dále na jihovýchodě ještě Rousínovský potok. Za tímto soutokem se potok u Jankovic Mlýna obrací k jihozápadu a u Machova Mlýna se v nadmořské výšce 329 m n. m. vlévá zleva do Javornice.